# Шишери
Шишери (фр. Chichery) насеље је и општина у источном делу централне Француске у региону Бургоња, у департману Јон која припада префектури Осер.
По подацима из 2011. године у општини је живело 461 становника, а густина насељености је износила 67,99 становника/km². Општина се простире на површини од 6,78 km². Налази се на средњој надморској висини од 100 метара (максималној 195 m, а минималној 83 m).

## Демографија
| 1962. | 1968. | 1975. | 1982. | 1990. | 1999. | 2011. |
| ----- | ----- | ----- | ----- | ----- | ----- | ----- |
| 314   | 362   | 398   | 386   | 430   | 461   | 461   |

График промене броја становника у току последњих година